# Armiński (cráter)
Armiński es un pequeño cráter de impacto lunar localizado en la cara oculta de la Luna, ubicado al noreste del cráter de mayor tamaño, Gagarin. Al noreste se encuentra el cráter Beijerinck y al sudeste yace Cyrano. El nombre fue adoptado inicialmente por la Unión Astronómica Internacional (UAI) en 1976 en homenaje al astrónomo polaco Franciszek Armiński (1789-1848).
El borde de Armiński tiene una forma ligeramente ovalada, alargándose en dirección noreste. Forma un doble cráter con Armiński K, una formación ligeramente más pequeña que casi hace contacto con el borde suroriental. Existe un par de pequeños cráteres yaciendo a través de la parte suroeste de la pared exterior de Armiński. El suelo interior es relativamente plano, con un pequeño cráter cerca de la pared interior oriental.

## Cráteres satélites
Por convención estos cráteres son identificados en mapas lunares poniendo la letra al lado del punto medio del borde del cráter más cercano a Armiński.
|          | \| Armiński \| Coordenadas \| Diámetro \| \| -------- \| ------------------------------- \| -------- \| \| D \| 15°54′S 155°18′E / -15.9, 155.3 \| 19 km \| \| K \| 17°06′S 154°36′E / -17.1, 154.6 \| 22 km \| |          |
| Armiński | Coordenadas | Diámetro |
| D        | 15°54′S 155°18′E / -15.9, 155.3 | 19 km    |
| K        | 17°06′S 154°36′E / -17.1, 154.6 | 22 km    |

## Referencias

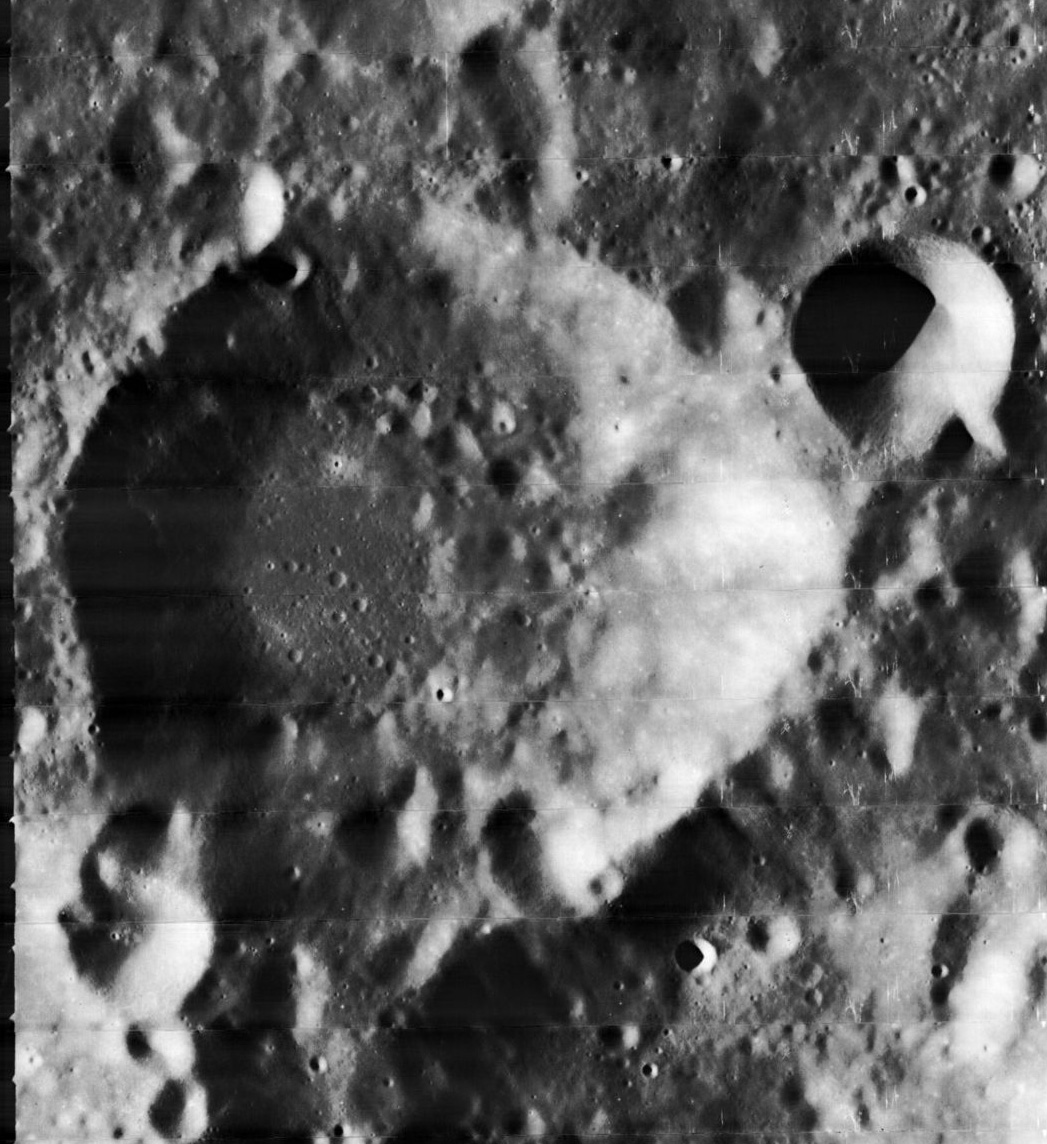
Imagen Lunar Orbiter 2